# Cronache dallo spazio. Il meglio di Fritz Leiber
Cronache dallo spazio. Il meglio di Fritz Leiber (The Leiber Chronicles: Fifty Years of Fritz Leiber, letteralmente Le Cronache di Leiber: Cinquant'anni di Fritz Leiber) è una raccolta di racconti e romanzi brevi di genere fantastico dello scrittore americano Fritz Leiber, curata da Martin H. Greenberg e pubblicata negli Stati Uniti da Dark Harvest nell'aprile 1990. 
È stata tradotta in italiano in una versione fortemente ridotta da Sperling & Kupfer in Fantascienza 6 nell'ottobre 1991.

## Struttura
Il volume è strutturato come una panoramica esaustiva sulla produzione di Leiber, dagli esordi sulle riviste pulp all'acme artistica durante i prodromi e poi nel pieno sviluppo del movimento New Wave, fino alla rarefatta produzione della vecchia di ispirazione junghiana. Nello specifico l'antologia raccoglie in ordine quasi perfettamente cronologico quattro romanzi brevi e quaranta racconti riconducibili a tutte le forme principali della letteratura speculativa (fantasy, fantascienza e horror), composti fra 1939 e 1983; cinque di questi testi appartengono al ciclo di Fafhrd e il Gray Mouser, la grande opera sword & sorcery di Leiber, mentre tre afferiscono alla Guerra del Cambio, la sua serie di fantascienza militare basata sui viaggi nel tempo, ed entrambe le selezioni restituiscono la graduale evoluzione stilistica delle rispettive saghe; infine, un racconto pertiene al dittico di fantasy contemporaneo con protagonista Simon Grue. Si noti che quasi tutti i testi erano già apparsi in precedenti raccolte o tematiche (come Neri araldi della notte e Creature del male) o di retrospettiva cronologica (come Il meglio di Fritz Leiber e The Worlds of Fritz Leiber).
La traduzione italiana dell'antologia, curata da Vittorio Curtoni, riduce la selezione di circa un terzo, passando a quarantaquattro testi a ventotto: furono infatti tagliati tutti i racconti di Fafhrd e il Gray Mouser (i cui diritti erano stati acquisiti da Editrice Nord), il primo racconto della Guerra del Cambio e un testo auto-conclusivo di fantascienza (pubblicati dodici anni prima da SIAD Edizioni ne Il meglio di Fritz Leiber), sei testi horror che Arnoldo Mondadori Editore aveva riproposto pochi mesi prima nella selezione Occhi d'ombra (altri materiali, tuttavia, appaiono in ambo le raccolte), nonché due racconti e un romanzo breve della vecchiaia allora inediti in italiano. Come conseguenza di questi tagli la raccolta perde la sua fisionomia di retrospettiva generale sull'opera di Leiber e si focalizza, di fatto, sulla sua produzione matura negli anni Cinquanta e Sessanta.

## Contenuti

### Edizione originale
Si elenca per ogni testo la prima edizione in lingua originale.
- "Two Sought Adventure" (poi re-intitolato "The Jewels in the Forest"), Unknown  agosto 1939. Racconto di Fafhrd e il Gray Mouser.
- "The Automatic Pistol", Weird Tales maggio 1940.
- "Smoke Ghost", Unknown Worlds ottobre 1941.
- "The Hound", Weird Tales novembre 1942.
- "Sanity", Astounding Science Fiction aprile 1944.
- "Wanted - An Enemy", Astounding Science Fiction febbraio 1945.
- "Alice and the Allergy", Weird Tales settembre 1946.
- "The Girl with the Hungry Eyes", nell'antologia The Girl with the Hungry Eyes, and Other Stories, Avon Publishing Co., 1949.
- "The Man Who Never Grew Young", in Neri araldi della notte (Night's Black Agents), Arkham House, 1947.
- "Coming Attraction", Galaxy Science Fiction novembre 1950.
- "A Pail of Air", Galaxy Science Fiction dicembre 1951.
- "Poor Superman" (originariamente intitolato "Appointment in Tomorrow"), Galaxy Science Fiction luglio 1951.
- "Yesterday House", Galaxy Science Fiction agosto 1952.
- "The Moon Is Green", Galaxy Science Fiction aprile 1952.
- "A Bad Day for Sales", Galaxy Science Fiction luglio 1953.
- "The Night He Cried", nell'antologia Star Science Fiction Stories 1, a cura di Frederik Pohl, Ballantine Books, 1953.
- "What's He Doing in There?", Galaxy Science Fiction dicembre 1957.
- "Try and Change the Past", Astounding Science Fiction marzo 1958. Racconto della Guerra del Cambio.
- "Rump-Titty-Titty-Tum-TAH-Tee", The Magazine of Fantasy & Science Fiction maggio 1958. Racconto di Simon Grue.
- "The Haunted Future", Fantastic novembre 1959. Racconto della Guerra del Cambio.
- "Mariana", Fantastic Science Fiction Stories febbraio 1960.
- "The Beat Cluster", Galaxy Magazine ottobre 1961.
- "The 64-Square Madhouse", If marzo 1962.
- "The Man Who Made Friends with Electricity", The Magazine of Fantasy & Science Fiction marzo 1962.
- "Bazaar of the Bizarre", Fantastic Stories of Immagination agosto 1963. Racconto di Fafhrd e il Gray Mouser.
- "237 Talking Statues, Etc.", The Magazine of Fantasy & Science Fiction settembre 1963.
- "When the Change-Winds Blow", The Magazine of Fantasy & Science Fiction agosto 1964. Racconto della Guerra del Cambio.
- "Four Ghosts in Hamlet", The Magazine of Fantasy and Science Fiction gennaio 1965.
- "Gonna Roll The Bones", nell'antologia Dangerous Visions, a cura di Harlan Ellison, Doubleday, 1967.
- "The Inner Circles", The Magazine of Fantasy & Science Fiction ottobre 1967.
- Ship of Shadows, The Magazine of Fantasy & Science Fiction luglio 1969.
- "Endfray of the Ofay", If marzo 1969.
- "America the Beautiful", nell'antologia The Year 2000, a cura di Harry Harrison, Doubleday, 1970.
- Ill Met in Lankhmar, The Magazine of Fantasy & Science Fiction aprile 1970. Romanzo breve di Fafhrd e il Gray Mouser.
- "The Bait", Whispers dicembre 1973. Racconto di Fafhrd e il Gray Mouser.
- "Midnight by the Morphy Watch", in Worlds of If luglio-agosto 1974.
- "Belsen Express", in Spazio, tempo e altri misteri (The Second Book of Fritz Leiber), DAW Books, DAW Collectors 164, 1975.
- "Catch That Zeppelin!",The Magazine of Fantasy and Science Fiction marzo 1975.
- "The Glove", Whispers giugno 1975.
- "The Death of Princes", Amazing Science Fiction giugno 1976.
- "A Rite of Spring", nell'antologia Universe 7, a cura di Terry Carr, Doubleday, 1977.
- "The Button Molder", Whispers ottobre 1979.
- Horrible Imaginings, nell'antologia Death, a cura di Stuart David Schiff, Playboy Paperbacks, 1982.
- The Curse of the Smalls and the Star, nell'antologia Heroic Visions, a cura di Jessica Amanda Salmonson, Ace Books, 1983. Romanzo breve di Fafhrd e il Gray Mouser.

### Traduzione italiana
Sei racconti furono tradotti per la prima volta nell'edizione Sperling & Kupfer, per i rimanenti ventidue si riporta in nota la prima edizione italiana.
- "Sanità mentale" ("Sanity")[1]
- "Cercasi nemico" ("Wanted - An Enemy")[2]
- "Alice e l'allergia" ("Alice and the Allergy")
- "L'uomo che non ringiovaniva" ("The Man Who Never Grew Young")[3]
- "Le maschere" ("Coming Attraction")[4]
- "Un secchio d'aria" ("A Pail of Air")[5]
- "Povero superuomo" ("Poor Superman")[6]
- "La casa del passato" ("Yesterday House")[7]
- "La luna è verde" ("The Moon Is Green")[8]
- "Brutta giornata per gli affari" ("A Bad Day for Sales")[9]
- "Anche i duri piangono" ("The Night He Cried")[10]
- "Che cosa sta facendo là dentro?" ("What's He Doing in There?")
- "Rump-titti-titti-tum-TA-ti" ("Rump-Titty-Titty-Tum-TAH-Tee")[11]
- "Il demone verde" ("The Haunted Future")[12]
- "Il Grappolo Beat" ("The Beat Cluster")[13]
- "Manicomio a sessantaquattro caselle ("The 64-Square Madhouse")[14]
- "L'amico dell'elettricità" ("The Man Who Made Friends with Electricity")[15]
- "237 statue parlanti eccetera" ("237 Talking Statues, Etc.")
- "Quando soffiano i venti del cambiamento" ("When the Change-Winds Blow")
- "Le cerchie ristrette" ("The Inner Circles")
- La nave delle ombre (Ship of Shadows) [16]
- "La guerra dell'Inoal" ("Endfray of the Ofay")[17]
- "America la bella" ("America the Beautiful")[18]
- "Mezzanotte sull'orologio di Morphy" ("Midnight by the Morphy Watch")[19]
- "L'espresso per Belsen" ("Belsen Express")[20]
- "Fermate quello Zeppelin!" ("Catch That Zeppelin!")[21]
- "La morte dei principi" ("The Death of Princes")[22]
- "Il gioco del sette" ("A Rite of Spring")

### Materiali tagliati dall'edizione italiana
Si elencano di seguito le prime edizioni italiane di quattordici dei sedici testi espunti nel volume Sperling & Kupfer:
- "Le gemme nella foresta" ("Two Sought Adventure") in Spade contro la morte, nell'omnibus Il mondo di Nehwon, Fantacollana 20, Editrice Nord, 1977.
- "La pistola automatica" ("The Automatic Pistol") in Neri araldi della notte, Science Fiction Book Club 55, Casa Editrice La Tribuna, 1979.
- "Fantasma di fumo" ("Smoke Ghost") in Neri araldi della notte, Science Fiction Book Club 55, Casa Editrice La Tribuna, 1979.
- "Il cane" ("The Hound") in Neri araldi della notte, Science Fiction Book Club 55, Casa Editrice La Tribuna, 1979.
- "La ragazza dagli occhi famelici" ("The Girl with the Hungry Eyes") in Creature del male, Oscar Horror 5, Arnoldo Mondadori Editore, 1989.
- "Non si torna indietro" ("Try and Change the Past") in La guerra e i labirinti, Science Fiction Book Club 47, Casa Editrice La Tribuna, 1976.
- "Mariana" ("Mariana") ne Il meglio di Fritz Leiber, SF. Il Meglio della Fantascienza 1, SIAD Edizioni, 1979.
- "Il bazaar del bizzarro" ("Bazaar of the Bizarre") in Robot 20, Armenia Editore, 1977.
- "Quattro spettri in Amleto" ("Four Ghosts in Hamlet") in  [Quattro spettri in Amleto], Nova SF* a. V n. 13, Libra Editrice, 1971.
- "Per muovere le ossa" ("Gonna Roll the Bones") ne I Premi Hugo 1955-1975, Grandi Opere Nord 4, Editrice Nord, 1978.
- Triste incontro a Lankhmar (Ill Met in Lankhmar) in [Civiltà che crolla], Nova SF* a. VI n. 20, Libra Editrice, 1972.
- "L'esca" ("The Bait") in Spade tra i ghiacci, Fantacollana 28, Editrice Nord, 1979.
- "Il fonditore di bottoni" ("The Button Molder") in Hypnos. Rivista di letteratura weird e fantastica, Vol. 3, primavera 2014.
- Fantasie paurose (Horrible Imaginings) in La cosa marrone chiaro e altre storie dell'orrore, a cura di Federico Cenci, Biblioteca 1, Cliquot, 2017.
- La maledizione delle piccole cose e delle stelle (The Curse of the Smalls and the Star) in Fantasy, Grandi Opere Nord 11, Editrice Nord, 1985.

Resta inedito in italiano il racconto "The Glove".

## Ristampa italiana in due volumi
Nel 2015 Mondadori ha ripubblicato la traduzione Sperling & Kupfer entro la collana Urania Millemondi, dividendola in due volumi: Il libro dello spazio e Il libro del tempo. Tale ristampa compensa parzialmente i tagli alla selezione originale affiancando ai racconti due romanzi auto-conclusivi di Leiber, rispettivamente Il verde millennio (The Green Millenium, 1953) nel primo volume e I tre tempi del destino (Destiny Times Three, 1945) nel secondo.

## Premi
Nella sua forma originale l'antologia includeva tutti i quattro racconti e i due romanzi brevi per i quali Leiber è stato insignito di premi letterari:
- "Gonna Roll the Bones" (tagliato nell'edizione italiana), Premio Hugo e Premio Nebula al miglior racconto 1967.
- La nave delle ombre (Ship of Shadows), Premio Hugo al miglior romanzo breve 1970.
- Ill Met in Lankhmar (tagliato nell'edizione italiana), Premio Hugo e Premio Nebula al miglior romanzo breve 1971.
- "Fermate quello Zeppelin!" ("Catch That Zeppelin!"), Premio Hugo e Premio Nebula al miglior racconto breve 1976.
- "L'espresso per Belsen" ("Belsen Express"), Premio World Fantasy al miglior racconto breve 1976.
- "The Button Molder" (tagliato nell'edizione italiana), Premio British Fantasy al miglior racconto 1980.